# Eve V. Clark
Eve Vivienne Clark (ur. 26 lipca 1942) – amerykańska profesor językoznawstwa. Specjalizuje się w akwizycji języka.
W 1969 roku uzyskała doktorat na Uniwersytecie Edynburskim. Objęła stanowisko profesora na Uniwersytecie Stanforda.

## Publikacje
- Clark H.H. i E.V. Clark (1977). Psychology and Language.
- Clark E.V. (1979). Ontogenesis of Meaning.
- Clark, E. i H.H. Clark (1979). When nouns surface as verbs, „Language” 55: 767–811.
- Clark E.V. i R.A. Berman (1984). Structure and use in the acquisition of word formation, „Language” 60, 542–590.
- Clark E.V. (1985). Acquisition of Romance, with special reference to French.
- Clark E.V. (1993). The Lexicon in Acquisition.
- Clark E.V.  (2003). First Language Acquisition.
- Clark E. V. (2004). How language acquisition builds on cognitive development. Trends in Cognitive Sciences,8(10), 472–478.
- Clark E. V. (2006) Color, reference, and expertise in language acquisition, „Journal of Experimental Child Psychology” 94(4), 339–343
- Clark E. V. (2007). Conventionality and contrast in language and language acquisition, „New Directions for Child & Adolescent Development”, 2007(115), 11–23.
- Clark E.V.  (2007). Young children's uptake of new words in conversation, „Language in Society” 36(2), 157–182